# Mathias Artaria
Mathias Artaria (* 19. Juni 1814 in Mannheim, Großherzogtum Baden; † 3. Februar 1885 ebenda) war ein deutscher Historien- und Genremaler der Düsseldorfer Schule.

## Leben

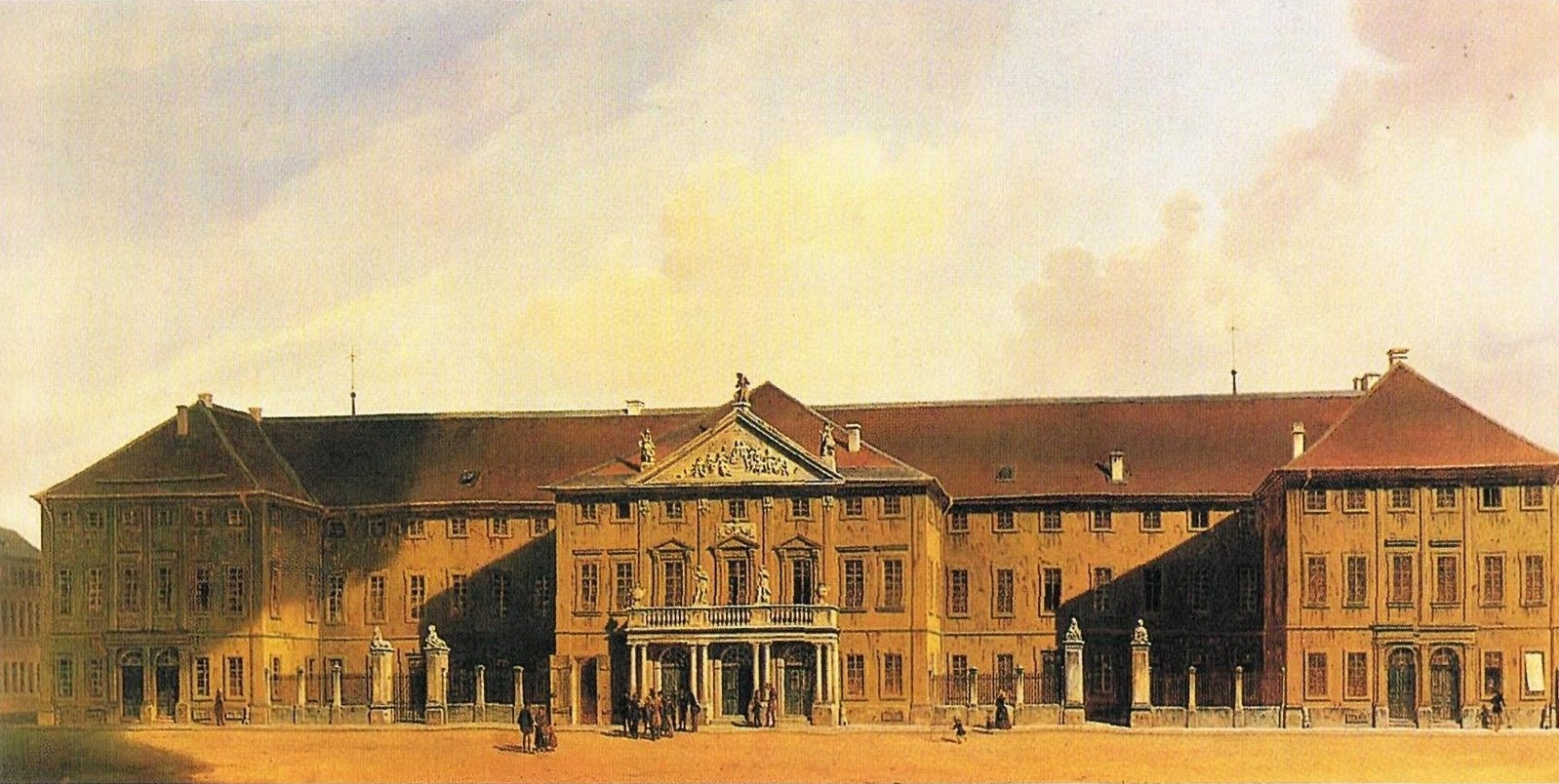
Nationaltheater Mannheim, 1853, Reiss-Engelhorn-Museen

Artaria war ein Enkel des Mannheimer Kunstverlegers Domenico Artaria. Nach einer kaufmännischen Ausbildung schrieb er sich 1835 an der Kunstakademie Düsseldorf für ein Malereistudium ein. Dort besuchte er bis 1837/1838 die Malklasse von Karl Ferdinand Sohn. Auch ließ er sich von Wilhelm von Schadow unterrichten. In dieser Zeit knüpfte er freundschaftliche Beziehungen zu Andreas Achenbach. Auch Wilhelm Trautschold gehörte zu seinem Freundeskreis. Artaria unternahm Studienreisen nach Paris und weiteren ausländischen Städten mit bedeutenden Galerien, nach Tirol und Spanien. Ein Augenleiden zwang ihn 1863 die Malerei aufzugeben.